# Doris Shadbolt
Doris Shadbolt OC (* 28. November 1918 in Preston, Ontario, Kanada; † 22. Dezember 2003 in Vancouver, British Columbia) war eine kanadische Kuratorin, Schriftstellerin und Koordinatorin von Kunstausstellungen.

## Leben
Doris Shadbolt wurde als Doris Meisel 1918 in Preston, Ontario geboren. Sie studierte Kunst an der Simon Fraser University und der University of Toronto, wo sie ihren Bachelor 1941 machte. Daraufhin arbeitete sie für die Art Gallery of Ontario (1942–1943) und die National Gallery of Canada (1943–1945). 1945 heiratete sie den Künstler Jack Shadbolt. Für das  Metropolitan Museum of Art arbeitete sie 1948 bis 1949. Danach wechselte sie nach Vancouver, British Columbia, an die Vancouver Art Gallery, wo sie zunächst für die Museumspädagogik, später als Kuratorin und schließlich als stellvertretende Direktorin arbeitete. 1973 ernannte man sie zum Officer of the Order of Canada. Doris Shadbolt hatte eine einflussreiche Rolle bei der Entwicklung dieses größten Kunstmuseums der Stadt und organisierte viele Zusammenkünfte der künstlerischen Avantgarde aller Stilrichtungen der Künste während der 1960er und 1970er Jahre. Ihr lebenslanges Interesse an der kanadischen Kunst, speziell jener der Nordwestküste Kanadas, manifestierte sich in verschiedenen bahnbrechenden Ausstellungen, wie z. B. Arts of the Rave, der ersten großen Kunstausstellung von Künstlern der First Nation über einen bloß anthropologischen Aspekt hinaus, oder die Ausstellungen zum Werk von Emily Carr und jener von Bill Reid. Stets neuen Dingen gegenüber aufgeschlossen, fungierte sie als Kuratorin bei wichtigen Kunstausstellungen der Moderne, inklusive der New York 13 und der Los Angeles 6.
Für ihr Werk über Bill Reid wurde sie 1987 für Bill Reid mit dem Hubert Evans Non-Fiction Prize und dem Bill Duthie Booksellers’ Choice Award ausgezeichnet. Bisher ist es das einzige Mal, dass ein Buch gleich in zwei Kategorien der BC Book Prizes erfolgreich war.
Nachdem ihr Mann 1998 gestorben war, starb Doris Shadbolt 2003 im Alter von 85 Jahren. Beiden zu Ehren wurde eine Stiftung begründet.

## Werk
- Images for a Canadian heritage; a picture book prepared for the exhibition presented to honour the one-hundredth anniversary of the incorporation of the Colony of Vancouver Island into the Colony of British Columbia, November 19, 1866; dedicated to the citizens of the great Province of British Columbia by the Vancouver Art Gallery Association. Vancouver Art Gallery, Vancouver 1966.
- The Art of Emily Carr. Clarke, Irwin u. a., Vancouver 1979.
- Bill Reid. Douglas & McIntyre, Vancouver / University of Washington Press, Seattle 1986.
- The Emily Carr omnibus. Douglas & McIntyre, Vancouver 1993.
- Seven journeys. The sketchbooks of Emily Carr. Douglas & McIntyre, Vancouver 2002.